# Бхосарі
Бхосарі (Бхояпур) — містечко в штаті Махараштра.
За переказами, тут мав свою столицю цар Бхоі, котрий управляв центральною Індією на зламі тисячоліть. В часі Махабхарати містечко було відоме як Бхоя-Ядава, де правив цар Рукмі.
В Бхосарі та околицях знаходяться археологічні пам'ятки, вік яких складає приблизно 2000 років. Під час розкопок археологи виявили горщики, вік яких відноситься до 2 століття до Р. Х.